# Black Mountains, North Carolina

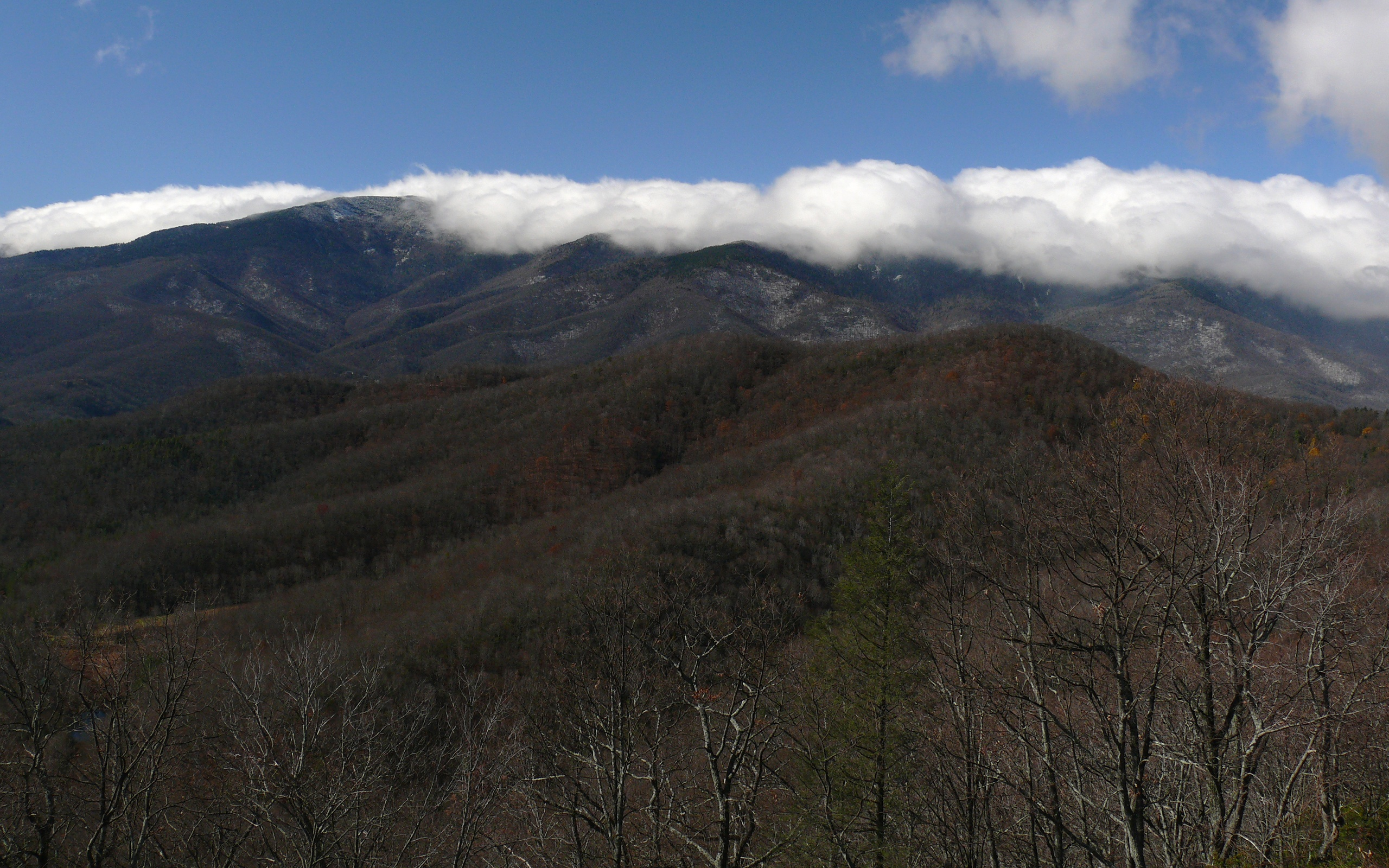
Snöstorm över Black Mountains.

Black Mountains är en bergskedja i västra North Carolina i USA, en del av Appalacherna. Dess högsta punkt är Mount Mitchell (2 307 meter över havet), som är det högsta berget i USA öster om Mississippifloden.